# Катастрофа FH-227 в Сент-Луисе
Катастрофа FH-227 в Сент-Луисе — авиационная катастрофа, произошедшая в понедельник 23 июля 1973 года близ Сент-Луиса (штат Миссури). Самолёт Fairchild Hiller FH-227B авиакомпании Ozark Air Lines завершал пассажирский рейс, когда, выполняя заход на посадку в условиях сильного дождя и близкой мощной грозы, вдруг потерял высоту, врезался в деревья и разрушился, при этом погибли 38 человек.

## Самолёт
Участвовавший в происшествии Fairchild Hiller FH-227B с регистрационным номером N4215 (заводской — 513) был выпущен 15 июля 1966 года, а 5 августа поступил к заказчику — американской авиакомпании Ozark Air Lines, где с декабря 1966 года начал эксплуатироваться с пассажирами. Был оборудован двумя турбовинтовыми двигателями Rolls-Royce Dart 532-7, мощностью до 1990 л. с. (1460 кВт) каждый, и воздушными винтами производства Dowty-Rotol модель R257/4-30-4/60. Общая наработка борта N4215 составляла 14 300 часов 19 минут; последняя проверка проводилась 23 июля 1973 года.

## Экипаж
Экипаж самолёта состоял из двух пилотов и одной стюардессы:
- Командир воздушного судна — 37-летний Арвид Л. Линке (англ. Arvid L. Linke). В Ozark Air Lines с 1 апреля 1965 года. В августе 1971 год был повышен со второго пилота до командира самолёта, но в должности смог работать только после проверки на командира FH-227, которая была выполнена 22 марта 1973 года. Имел общий налёт 9170 часов 5 минут, в том числе 4382 часа 3 минуты на самолётах типа F-27 и FH-227; налёт в должности командира FH-227 — 65 часа 55 минут, в том числе 30 часа 25 минут за последние 30 дней[4].
- Второй пилот — 28-летний Майкл Д. Уильямс (англ. Michael D. Williams). В Ozark Air Lines с 31 января 1972 года. Имел общий налёт 3921 час, в том числе 989 часов на самолётах FH-227, в том числе 59 с половиной часов за последние 30 дней[4].
- Стюардесса — 23-летняя Бет Э. Уильямс (англ. Beth A. Williams). В Ozark Air Lines с 13 июля 1970 года[4].

## Последовательность событий

### Полёт к Сент-Луису
В тот день борт N4215 выполнял регулярный пассажирский рейс OZ-809 по маршруту Нашвилл — Кларксвилл — Падьюка — Кейп-Джирардо — Марион — Сент-Луис. Вплоть до последней промежуточной остановки полёт проходил в нормальном режиме. В 17:05 с 41 пассажиром и 3 членами экипажа на борту рейс 809 вылетел из Мариона и направился в Сент-Луис по воздушному коридору V-335 по правилам полётов по приборам. Радиолокационный контроль за рейсом 809 осуществлялся из диспетчерского центра в Канзас-Сити. По показаниям командира самолёта, за исключением пары небольших отказов, все основные системы самолёта в целом работали исправно; погодный радиолокатор также нормально функционировал.
В 17:26:47 диспетчер дал экипажу указание выполнить разворот на 360° в правую сторону, уточнив, что будет задержка на 5 минут, а выполнение поворота вправо позволит избежать попадания в зону плохой погоды. Экипаж получение информации подтвердил. Сразу после этого в кабине возник следующий диалог:
| 2П  | Мы же не будем делать это? Не думаю, что нам стоить входить [в грозу].             |
| КВС | Окей.                                                                              |
| 2П  | Что окей?                                                                          |
| КВС | Да.                                                                                |
| 2П  | Он [край грозы] примерно в 30 милях [50 км] от нас. Между нами и дальним приводом. |
| КВС | До дальнего привода.                                                               |
| 2П  | Верно.                                                                             |

В 17:28:52,3 диспетчер в Канзас-Сити дал указание следовать на радиомаяк (VOR) Сент-Луиса и переходить на связь с диспетчером подхода. В 17:29:47 второй пилот, сменив частоту, передал: Подход, это Озарк восемь и девять. [высота] Семь тысяч [футов (2100 м)]. Передайте «Квебек». Последние данные от АТИС («Квебек») были следующие: Облачность [высотой] 4000 футов (1200 м), переменная, видимость 5 миль (8,0 км), дымка, ветер 120° 8 узлов, температура 92 °F (33 °C), высотомер [давление аэродрома] — 30,06 [дюймов (764 мм)]. Использовать курсо-глиссадную систему (ILS) полосы 12 правая. Для посадки и взлёта используется полоса 12. Также диспетчер «Сент-Луис—подход» передал: Озарк восемь и девять, понял. Сохраняйте семь тысяч до радиомаяка. Вектор посадки три ноль левее ILS. Второй пилот подтвердил получение информации, после чего, установив связь с диспетчером своей авиакомпании, доложил, что главный инвертор вышел из строя. Далее на землю было передано о повышенном давлении в топливном насосе правого двигателя, а также предупредили, что задерживаются с прибытием на 15—20 минут.
С 17:32:26 по 17:39:22 по указанию диспетчера подхода борт N4215 находился в зоне ожидания к юго-востоку от аэропорта Сент-Луис. В 17:40:12,9 диспетчер дал рейсу 809 направление для обхода грозовых очагов, которые располагались к югу от аэропорта, и выполнять подход для захода на посадку на полосу 30 (с юго-востока). В 17:40:42,6 диспетчер подхода передал экипажу указание переходить на связь с диспетчером взлёта и посадки («Сент-Луис—башня»), а также сообщил им об их местонахождении — 2 мили (3,2 км) от «Беркли». Связь с местным диспетчером посадки пилоты установили в 17:41:04,3, а в 17:42:00,9 получили от него указание: Озарк восемь и девять, вы находитесь в поле зрения. Разрешается посадка на полосу три ноль левая. Второй пилот подтвердил получение информации, после чего запросил информацию о ветре, на что диспетчер передал: Ветер был порывистый… Прямо сейчас два два ноль [220°]. Периодически до три четыре ноль [340°]. Постоянно двадцать [узлов], но иногда порывы до тридцати пяти. Второй пилот доложил, что понял информацию.

### Катастрофа
В 17:42:31 диспетчер сообщил: Озарк восемь и девять, похоже, что прямо сейчас со стороны захода к взлётно-посадочной полосе движется мощный ливневый дождь. На это второй пилот передал: Понял, мы его видим. Это было последнее сообщение с борта N4215, который затем скрылся из виду диспетчера за стеной дождя. После того уже пилоты потеряли аэропорт из виду. На экране первичного радиолокатора засветка самолёта исчезла за 2 мили (3,2 км) до полосы. На экране вторичного локатора рейс 809 ещё наблюдался и стал отклоняться влево от траектории посадки. Диспетчер попытался предупредить об этом экипаж, но тот уже не отвечал.
Снижение к полосе проходило под контролем автопилота с выпущенными шасси и установленными на 27° закрылками. Но когда лайнер стал уклоняться выше глиссады, автопилот отключили и вручную скорректировали траекторию снижения. Свидетели на земле наблюдали, как рейс 809 выполнял словно нормальный заход на посадку, но ниже обычной траектории. Вдруг он быстро приподнялся на высоту 400—500 футов (122—152 м), а затем быстро опустился на 200 футов (61 м). Потом в левую консоль крыла у левого двигателя ударила молния, при этом появилась огненная вспышка. Согласно показаниям обоих пилотов, в этот момент они потеряли сознание.
Авиалайнер начал быстро снижаться, пока, пролетая над холмом на высоте 55 футов (17 м), не зацепил верхушки деревьев. Продолжая лететь на запад, FH-227 спустя 280 футов (85 м) ударился левым полукрылом в деревья, а через 200 футов (61 м) он с приподнятым носом врезался в большую фигу, в результате чего отделились оба полукрыла и вырвало кусок фюзеляжа в районе центроплана. Пролетев по инерции ещё 140 футов (43 м), фюзеляж рухнул на склон холма и, завалившись на левый борт, остановился близ Лёвен-драйв (англ. Lowen Drive) в Норманди — пригороде Сент-Луиса. Самолёт разбился в 17:43:24 на удалении 2,3 мили (3,7 км) юго-восточнее торца полосы 30L и примерно на 700 футов (210 м) к югу от продолжения её осевой линии (38°43′07″ с. ш. 90°18′30″ з. д.).

### Спасательные работы
При ударе о землю все пассажирские сидения оторвало от пола, хотя из ремней безопасности лопнули только три. В результате пассажиры получили многочисленные травмы, включая переломы и пробои черепа. У пилотов не было плечевых ремней, так как эти самолёты не обязаны были ими оборудоваться, в результате чего командир и второй пилот ударились о приборную панель и получили травмы лиц. Вытекший из повреждённых баков авиакеросин вспыхнул, образовав несколько небольших очагов.
В 17:46 диспетчеру Нормандской пожарной службы поступил сигнал о пожаре дома на Лёвен-драйв. Прибыв на место примерно в 17:49, командир подразделения понял, что случилась авиакатастрофа, поэтому вызвал ещё пять спасательных расчётов, а также запросил все доступные машины скорой помощи. Само возгорание быстро ликвидировали, после чего при поддержке местных жителей начали спасать людей из самолёта. При этом ход работ значительно осложняла погода: сильный ветер, ливневый дождь и большое количество воды на земле. В 18:08 на место прибыл полицейский инспектор округа, который возглавил спасательную операцию. Всего в спасательных работах приняли участие 34 полицейских, 9 пожарных расчётов и 16 бригад скорой помощи. В 22:15 из-под обломков извлекли последнего пассажира.
В результате происшествия погибли 38 человек: стюардесса и 37 пассажиров. За 23-летнюю безупречную историю Ozark Air Lines (была основана в 1950 году) это была первая, и, как впоследствии оказалось, единственная катастрофа. Крупнейшая авиакатастрофа в истории Сент-Луиса. Также на момент событий по масштабам это была крупнейшая катастрофа с участием Fairchild FH-227.

## Расследование

### Погода в регионе
Вблизи Сент-Луиса проходил антициклон, а на северо-востоке штата также находился тёплый фронт, имеющий форму полукруга. Это сопровождалось грозами, движущихся с запада на восток, в которых наблюдались частые молнии и шли ливневые дожди.
Согласно показаниям очевидцев, в регионе в это время шёл ливневый дождь и дул сильный юго-западный ветер. Полутора минутами ранее на эту же полосу «30 левая» попытался приземлиться Boeing 727 авиакомпании Trans World Airlines (TWA), который выполнял рейс 244. Однако у экипажа TWA из-за восходящих воздушных потоков возникли сложности с сохранением скорости и траектории захода на посадку, поэтому было принято решение уходить на второй круг. Когда B-727 поднялся до 1000 футов (300 м) и находился уже на 4 мили (6,4 км) к юго-западу от аэропорта, командир самолёта глянул на аэропорт и увидел всего в ¼—½ мили (0,4—0,8 км) от себя стену дождя, которая закручивалась вокруг юго-западной оконечности аэропорта. Перед самим «Боингом» на полосу 30L выполнял заход уже небольшой двухмоторный самолёт, пилот которого позже рассказал, что успел приземлиться буквально перед самым ливнем, при этом на глиссаде он также столкнулся с мощным восходящим воздушным потоком, который у дальнего приводного радиомаяка сменился уже нисходящим потоком с вертикальной скоростью около 3500 футов (1100 м) в минуту.
По данным метеонаблюдения, в районе курсового радиомаяка со скоростью около 30 узлов в северо-восточном направлении прошли два шквальных фронта. Как впоследствии было определено, ветра были достаточно сильные и не только повредили несколько деревьев, но и даже сорвали крышу с одного большого здания, которую в свою очередь затем отнесло на 300 футов (91 м). Наблюдались и мощные завихрения, которые поднимали мусор с земли словно торнадо. У поверхности земли наблюдались сильные южные ветра, которые в порывах достигали скоростей 60—90 узлов, а временами шёл град с градинами размером около ½—¾ дюйма (1,5—2 см).

### Изучение обломков
Очевидцы указывали, что перед тем, как самолёт начал падать, в него ударила молния. При осмотре обломков следователи действительно нашли её следы — 75 различных отверстий диаметром 1—3 мм, которые были распределены вдоль нижней части фюзеляжа, а также на верхней части левого элерона. Но при этом никаких следов электрической дуги или прожига обнаружить не удалось. Проверка приборов и систем также не обнаружила признаков, что молния привела к отказу какого-либо оборудования. Проверка силовых установок показала, что обе они работали в момент удара о деревья, хотя левый двигатель был повреждён сильнее, нежели правый. Проведённая позже металлургическая экспертиза подтвердила, что небольшие отверстия на обшивке фюзеляжа были вызваны воздействием электрических дуг и они относительно свежие.
Никаких признаков, что до столкновения с деревьями на борту был пожар, либо разрушение конструкции, найдено не было.
Давление на барометрических высотомерах со стороны командира и второго пилота составляло соответственно 30,04 дюйма (763 мм) и 30,02 дюйма (763 мм), при этом диспетчер в Сент-Луисе забыл им передать текущую настройку — 30,15 дюйма (766 мм). Высотомер командира восстановили и проверили на наличие отказов; высотомер со стороны второго пилота оказался полностью разрушен. Было установлено, что при извлечении штифта компенсатора высотомеры на высоте 1000 футов (300 м) в условиях сильной вибрации начинали завышать показания на 530 футов (160 м). Но при этом после возвращения штифта его самопроизвольного отсоединения во время вибрационных тестов не происходило. Извлечение механизма компенсатора на точность показаний на малой высоте влияния не оказывало. Сам этот механизм разрушился в катастрофе, поэтому установить, был ли его отказ, следователи не смогли.
При изучении планировки салона было отмечено, что сидение для бортпроводников было установлено с нарушениями, поэтому при ударах о деревья стюардесса и получила смертельные травмы. Тогда авиакомпании Ozark Air Lines было указано на всех её воздушных судах заменить сидения для бортпроводников на сертифицированные, установленные по правилам. К 27 августа 1973 года эти работы были выполнены полностью.

### Анализ данных
Как показали проверки и испытания, самолёт был полностью исправен, а на его борту никаких отказов, нарушений в работе и возгораний не было. Экипаж был квалифицированным, имел необходимые сертификаты и не работал сверх установленного времени.
Давление на высотомерах было выставлено ниже фактического, а потому приборы занижали показания высоты. Результаты проверок уцелевшего высотомера не выявили никаких неисправностей, а если бы с нарушениями работал только один прибор в кабине, то при перекрёстной проверке пилоты должны были это обнаружить. В прошлом замечаний по работе высотомеров также не было. Таким образом, экипаж имел верные сведения о высоте полёта, хотя и несколько заниженные. Сам полёт проходил без отклонений, пока самолёт не подошёл к Сент-Луису.
В районе аэропорта была мощная гроза, которая на момент происшествия была наиболее сильной в районе курсового радиомаяка. Пилоты знали о её наличии, а исходя из диалога между ними («Он примерно в 30 милях от нас. Между нами и дальним приводом.»), могли наблюдать этот грозовой очаг на бортовом радиолокаторе у входного торца полосы 12R, понимая, что он мешает выполнять нормальную посадку. Но когда диспетчер сообщил, что даст им вектор для подхода к полосе 30L, командир самолёта решил, что они успеют обойти грозу и приземлиться перед ней.
Следуя через грозовые очаги с южной и юго-восточной стороны аэропорта, экипаж вышел из облаков в 6 милях к юго-востоку от дальнего приводного радиомаяка полосы 30L. Далее полёт выполнялся визуально и проходил нормально, пока после радиомаяка самолёт вдруг не стал терять высоту. Возможно, что в этот момент FH-227 попал под воздействие мощных нисходящих воздушных потоков, что согласуется с показаниями других экипажей. Свою роль могло сыграть и то, что командир, стремясь сохранять визуальный полёт, старался следовать ниже облаков.
Непонятно только, почему рейс 809 продолжал выполнять заход на посадку в условиях мощной грозы, вместо того, чтобы ожидать улучшения погоды. Исходя из беседы с командиром самолёта и другими экипажами, следователи сделали предположение, что в авиакомпании при тренировках попросту недостаточно внимания уделяли этому вопросу. Но пилотов могло обмануть и визуальное наблюдение огней полосы, из-за чего они неверно оценили силу грозы, забыв про то, что могут быть и мощные восходящие и нисходящие воздушные потоки. Также одним из факторов мог стать малый опыт командира Линке, так как он начал летать в должности командира самолёта только с 22 марта 1973 года, то есть за 4 месяца до происшествия, налетав в должности лишь 66 часов. Полученный перед вылетом прогноз погоды не содержал информацию о мощных грозах, а диспетчеры в Сент-Луисе не получили от метеоролога сводку о погоде на 16:40, имея лишь прогноз погоды, составленный в 11:40, согласно которому ожидалась переменная облачность высотой 3000 футов (910 м), дождь средней интенсивности, гроза, видимость 6 миль (9,7 км). В 16:42 в офис авиакомпании Ozark Air Lines в Сент-Луисе поступил обновлённый прогноз погоды, согласно которому в районе аэропорта была высокая грозовая активность. У оператора в офисе не было необходимого оборудования для передачи этой информации в эфир, но он мог позвонить в аэропорт, чтобы оттуда уже передали экипажам. Однако вместо этого оператор авиакомпании стал пытаться точно определить местонахождение грозовых очагов и их силу. В диспетчерский центр аэропорта информация о грозовом предупреждении поступила по фототелеграфу только в 17:48, то есть уже после авиакатастрофы
Когда авиалайнер уже был на глиссаде, в него ударила как минимум одна молния, в результате чего пилоты потеряли сознание, а речевой самописец отключился. Возможно, была ещё одна молния, незамеченная пилотами, но зато приведшая к отказу автопилота по управлению продольным каналом, из-за чего самолёт и стал уходить выше глиссады; другого объяснения этому нарушению в работе автопилота следователи найти не смогли. Последовавшая через пару минут молния ударила, возможно, уже возле кабины и ослепила пилотов на 10—20 секунд, что было достаточно для потери управления при следовании на глиссаде.
Без управления самолёт потерял высоту и врезался в деревья, при этом фюзеляж разорвало на части, а кресла сорвало с креплений, из-за чего пассажиры стали высыпаться наружу, получая смертельные травмы. Также при ударах о деревья и землю от напора багажа вырвало стенку грузового отделения, которая убила стюардессу, сидевшую на неправильно установленном сидении. Передняя часть фюзеляжа при этом сумела избежать сильных разрушений, что и спасло пилотов от гибели. Из-за сложных погодных условий спасательные службы не смогли сразу прибыть к месту происшествия и своевременно оказать помощь раненным, что стало ещё одним отрицательным фактором выживаемости.

## Причины
1. Обстоятельства происшествия не способствовали выживанию.
2. Сидение бортпроводника не имело сертификата, так как было установлено с нарушениями правил Федерального управления гражданской авиации (FAA).
3. Командир и второй пилот могли получить меньше травм, если бы фиксировались ещё и плечевыми ремнями.
4. Гроза, которая пересекала аэропорт и курс посадки после 17:40, была мощной, причём наивысшей силы она достигала в небольшой по площади зоне у курсового радиомаяка, у которого и случилась катастрофа.
5. Информация о силе грозы не была указана в документах о погоде, доступных лётным экипажам, диспетчерам авиакомпаний и диспетчерам службы управления воздушным движением.
6. Прогноз погоды, находящийся в диспетчерском центре Сент-Луиса на момент происшествия, не мог точно предсказать ожидаемую погоду в регионе, а обновлённый прогноз ещё не был опубликован.
7. Погодный радиолокатор в Сент-Луисе точно отображал погодные условия в районе аэропорта.
8. Данные с погодного радиолокатора не были доступны авиадиспетчерам, операторам авиакомпании и лётным экипажам.
9. В авиакомпании Ozark Air Lines экипажам недостаточно чётко разъясняли правила по выполнению обхода гроз в районе аэродрома.
10. Погодный радиолокатор на борту N4215 функционировал нормально, и экипаж мог использовать его данные для обхода грозы возле Сент-Луиса.
11. Между радиомаяком и местом происшествия в самолёт ударила одна или несколько молний.
12. Нет никаких доказательств, что попадание молнии привело к нарушениям в работе какой-либо важной системы, либо компонента самолёта.
13. После прохождения приводного радиомаяка авиалайнер начал снижаться под глиссаду, что могло быть вызвано сильным нисходящим воздушным потоком.
14. Командир принял решение выполнять заход на посадку во время грозы, несмотря на очевидную опасность текущих погодных условий.

24 апреля 1974 года Национальный совет по безопасности на транспорте выпустил отчёт AAR-74-05 по результатам расследования катастрофы в Сент-Луисе. Причиной происшествия было названо попадание самолёта в нисходящий воздушный поток из-за решения командира о выполнении захода на посадку во время грозы. На такое решение командира могли повлиять отсутствие своевременной выдачи штормовых предупреждений от Национальной метеорологической службы, а также неверная оценка экипажем и авиадиспетчерами погодных условий в районе аэропорта.

### Комментарии
1. ↑  Здесь и далее по тексту указано Центральноамериканское летнее время (СDT)